# Kongo (Gari-Gombo)
Pour les articles homonymes, voir Kongo.
Kongo est une localité du Cameroun situé dans le département de Boumba-et-Ngoko, dans la région de l'Est.  Kongo se trouve dans l'arrondissement de Gari-Gombo et fait partie de la commune de Mbimou. Le village se trouve à proximité de la frontière avec la République centrafricaine.

## Population
Le recensement de 2005 fait état de 402 habitants dont 206 hommes et 196 femmes.